# Сложить букву T
«Сложить букву Т» — это мозаичная головоломка, состоящая из четырёх многоугольных фигур, из которых можно сложить заглавную букву «Т». В эти четыре фигуры входят, как правило, один равнобедренный прямоугольный треугольник, две прямоугольные трапеции и неправильный пятиугольник. Вопреки обманчивой простоте задачи, головоломка является удивительно сложной, основная проблема которой — как расположить неправильный пятиугольник. Самые ранние появления головоломки — начало XX века, когда головоломка распространялась бесплатно в качестве подарка в рекламной акции. С 1920 года производились коммерческие деревянные варианты головоломки. В настоящее время большинство головоломок «Сложить букву Т» распространяются с брошюрой, в которой предлагается сложить некоторые дополнительные фигуры. Какие фигуры можно сложить зависит от относительных размеров отдельных частей.

## История
Точное происхождение игры неизвестно.
В начале XIX века пазл использовался в рекламных целях. Самая старая известный пазл был упакован в коробки для чая «Белая роза цейлонского чая» в 1903 году, который продавался в Нью-Йорке компанией Seeman Brothers. На самом длинном фрагменте пазла была инструкция «Разложите эти четыре куска картона так, чтобы получилась идеальная буква буквы Т». «Превосходный чай приготовлен».

## Исходная головоломка и история возникновения

### Латинский крест
Головоломка Латинский крест заключается в восстановлении креста из пяти частей — трёх равнобедренных прямоугольных треугольников, одной прямоугольной трапеции и неправильного шестиугольника (см. рисунок). Если части креста имеют правильные размеры, из них можно сложить также прямоугольник. Головоломка имеет китайское происхождение и датируется первой половиной девятнадцатого столетия. Одна из самых ранних публикаций головоломки появилась в 1826 году в Sequel to the Endless Amusement. Много других ссылок на головоломку с крестом можно найти в книгах с головоломками, развлекательных книгах и книгах о фокусах. Головоломка «Сложить букву Т» основана на головоломке с крестом, но без верхней части, а потому содержит только четыре части. Другое отличие — один из треугольников становится трапецией, что делает головоломку существенно сложнее.

### В качестве рекламы
Головоломка «Сложить букву Т» стала очень популярной в начале XX века как подарок, который сотни компаний использовали для продвижения своего продукта. Головоломки были сделаны из бумаги или картона и использовались как деловые карточки с рекламой, напечатанной на них. Они обычно приходили в конверте с инструкцией и приглашением написать или позвонить местному дилеру для получения решения.
Примеры:
- Lash’s Bitters — природное тонизирующее слабительное (1898). Это первая известная версия головоломки. Сечение сделано под углом 35 градусов, что делает головоломку проще[5].
- Цейлонский чай «Белая роза», Seeman Brothers, Нью-Йорк (1903)[8]. Эта головоломка часто упоминается как старейшая версия[6], но вариант фирмы Lash’s Bitters предшествует ей[5].
- Сухая колбаса Армура (Armour), Армур и Компания, Чикаго. Текст на конверте гласит: «Головоломка „Сложить букву Т“. Пожалуйста примите эту интересную маленькую головоломку с нашими поздравлениями. Вы найдёте четыре кусочка, которые вместе образуют букву „T“. Если вам не удастся её решить, спросите нашего дилера. А для решения задачи добавления превосходных мясных блюд в ваше меню, обращайтесь к дилеру Сухая колбаса Армура»[6][9].
- Лучшая мука от Лараби (Larabee) (1919)[10].
- Головоломка страховой компании Glens Falls, Нью-Йорк.[11].

### Ранние публикации
Опубликованные ссылки на головоломку «Сложить букву Т» появились в начале XX века. В октябре 1904 года издание «Primary Education», ежемесячный журнал для учителей начальной школы, описало головоломку для усталых детей, снабдив комментариями: «Собирание буквы на доске поможет немного расслабить детей. Говорят, что взрослые собирают головоломку за десять минут. Сколько времени потребуется детям?». Другое раннее упоминание — в апреле 1905 года в журнале «Our Young People» (Наши Молодые Люди). Хорошее представление головоломки появилось в октябре 1913 года в журнале «John Martin’s Book», показанное на фотографии слева.
В книге «Carpentry & mechanics for boys» (Плотничное дело и механика для мальчиков) Холла, присутствует пример головоломки и полноразмерные чертежи для создания деревянного варианта головоломки. В этой публикации горизонтальная перекладина буквы «Т» больше, чем обычно. Тот же рисунок появляется в книге «Junior Red cross activities—teachers manual», изданной в том же году американским молодёжным подразделением Красного Креста. Предполагалось, что головоломка будет использована представителями красного креста среди военных: «предлагается использовать для распространения в столовых во время военных сборов … для использования в лагерях, реабилитационных центрах и госпиталях» (p.378). Указывается, что «головоломка имеет популярность среди британских Томми» (p.394) и дано детальное описание, как создать головоломку и конверт.

## Коммерческая версия головоломки

### Просто Т
Головоломка «Сложить букву Т» оставалась популярной на протяжении XX века и продавалась с 1920-х годов. Пример, имеющий примерно эту дату, — французская версия под именем «L'ÉTÉ», изготовленная фирмой N. K. Atlas of Paris. Другой пример — деревянная версия головоломки, изготовленная фирмой Drueke & Sons под именем «Pa’s T puzzle» в 1940-х и показана на фотографии справа. Позднее изготавливались версии из пластика, такие как «Adams T puzzle» («Головоломка Т Адамса») фирмы S. S. Adams Co в 1950-х и «Знаменитая головоломка „Собери T“» фирмы Marx Toys в 1960—1970. С 1980 года «Головоломка мистера T» связывается с Мистером T из популярной телевизионной серии A-Team, и на обратной стороне упаковки напечатана фраза «Мне жаль глупца, не решившего головоломку мистера Т».

### Расширения
Достаточно рано осознали, что из частей головоломки можно образовать и другие фигуры наподобие головоломки танграм. С 1930 года рекламный подарок от Mohawk Rugs & Carpets содержал предложение собрать кроме стандартной буквы Т стрелку из тех же частей. В том же году подарок от Eberhard Faber к карандашам Van Dyke насчитывал 14 различных фигур.
В настоящее время головоломка поставляется в стандартизованном виде и содержит множество дополнительтных фигур. Наиболее важные из них (см. также фигуры ниже):
- Головоломка Ноба (Nob): Разработана Нобом Йошигахара. Продано свыше 4 млн копий[23]. Части головоломки можно расположить в виде симметричного пятиугольника с двумя прямыми углами[24].
- Асимметричное Т: Буква Т асимметрична (имеет разные плечи слева и справа). Все части головоломки имеют одну и ту же ширину и могут быть выстроены в прямоугольную полоску. В настоящее время эта головоломка продаётся, например, фирмой HIQU со 100 фигурами и фирмой Eureka Toys and Games, как часть головоломки с названием brain twister (ломатель мозгов)[25][26].
- Головоломка Гарднера: Эта головоломка представлена Гарднером в журнале Scientific American[7]. Части головоломки образуют более толстую букву[27]. Эта версия продавалась под именем «Отсутствующее T» как часть «Aha!», классических головоломок от Think Fun[18].

## Решение головоломки
Имея всего четыре части, головоломка обманчиво кажется простой. Изучение показало, что некоторые люди способны решить её за пять минут, но для большинства требуется как минимум полчаса. Основная проблема при решении головоломки — преодоление функциональной закреплённости расположить пятиугольник либо горизонтально, либо вертикально и тенденции заполнить выемку в пятиугольнике. В одном из опытов участники тратили более 60 % попыток на такое расположение пятиугольника. И даже в случае, когда пятиугольник положен правильно, это место не распознаётся как часть решения. Головоломка решается легко, если осознать, что пятиугольник является частью как вертикального столба, так и плеч, и что выемка пятиугольника образует внутренний угол.